# 1954-es Formula–1 spanyol nagydíj
A spanyol nagydíj volt az 1954-es Formula–1 világbajnokság kilencedik, szezonzáró futama, amelyet 1954. október 24-én rendeztek meg a spanyol Circuito de Pedralbes-en, Barcelonában.

## Futam
Az évadzáró spanyol nagydíjon, Pedralbesben a Lanciához szerződött Ascari szerezte meg a pole-t, és a vezetett is a versenyben, megfutva annak a leggyorsabb körét, de a futam 10. körében kiállni kényszerült, így megszülethetett a Ferrari az évi második győzelme, a harmadik helyről rajtoló Mike Hawthorn jóvoltából. A második helyről induló Fangio csak a harmadik helyen ért célba, két Maseratis, a második Musso, és a negyedik Mieres között. Az utolsó pontszerző helyet a Mercedes német versenyzője, Karl Kling szerezte meg.
| Helyezés | Rajtszám | Versenyző                                | Csapat/Motor | Futott kör | Idő/Kiesés oka       | Rajthely | Pont |
| -------- | -------- | ---------------------------------------- | ------------ | ---------- | -------------------- | -------- | ---- |
| 1        | 38       | Mike Hawthorn                            | Ferrari      | 80         | 3h13:52.1            | 3        | 8    |
| 2        | 14       | Luigi Musso                              | Maserati     | 80         | + 1:13.2             | 7        | 6    |
| 3        | 2        | Juan Manuel Fangio                       | Mercedes     | 79         | + 1 kör              | 2        | 4    |
| 4        | 10       | Roberto Mieres                           | Maserati     | 79         | + 1 kör              | 11       | 3    |
| 5        | 4        | Karl Kling                               | Mercedes     | 79         | + 4 kör              | 12       | 2    |
| 6        | 16       | Paco Godia                               | Maserati     | 76         | + 4 kör              | 13       |      |
| 7        | 26       | Louis Rosier                             | Maserati     | 74         | + 6 kör              | 20       |      |
| 8        | 28       | Ken Wharton                              | Maserati     | 74         | + 6 kör              | 14       |      |
| 9        | 18       | Prince Bira                              | Maserati     | 68         | + 12 kör             | 15       |      |
| Ki       | 12       | Sergio Mantovani                         | Maserati     | 58         | Fékhiba              | 10       |      |
| Ki       | 22       | Toulo de Graffenried Ottorino Volonterio | Maserati     | 57         | Motorhiba            | 21       |      |
| Ki       | 6        | Hans Herrmann                            | Mercedes     | 50         | Befecskendezés       | 9        |      |
| Ki       | 40       | Maurice Trintignant                      | Ferrari      | 47         | Váltóhiba            | 8        |      |
| Ki       | 48       | Jacques Pollet                           | Gordini      | 37         | Motorhiba            | 16       |      |
| Ki       | 24       | Harry Schell                             | Maserati     | 29         | Erőátvitel           | 4        |      |
| Ki       | 8        | Stirling Moss                            | Maserati     | 20         | Olajpumpa            | 6        |      |
| Ki       | 46       | Jean Behra                               | Gordini      | 17         | Fékhiba              | 18       |      |
| Ki       | 30       | Jacques Swaters                          | Ferrari      | 16         | Motorhiba            | 19       |      |
| Ki       | 34       | Alberto Ascari                           | Lancia       | 10         | Kuplung              | 1        | 1    |
| Ki       | 36       | Luigi Villoresi                          | Lancia       | 2          | Fékhiba              | 5        |      |
| Ki       | 20       | Robert Manzon                            | Ferrari      | 2          | Motorhiba            | 17       |      |
| NI       | 42       | Peter Collins                            | Vanwall      |            | Nem indult (baleset) |          |      |

## A világbajnokság végeredménye
| H   | Versenyzők            | Pont          |
| --- | --------------------- | ------------- |
| 1.  | Juan Manuel Fangio    | 42 (57,14)    |
| 2.  | José Froilán González | 25,14 (26,64) |
| 3.  | Mike Hawthorn         | 24,64         |
| 4.  | Maurice Trintignant   | 17            |
| 5.  | Karl Kling            | 12            |
| 6.  | Bill Vukovich         | 8             |
| 7.  | Hans Herrmann         | 8             |
| 8.  | Luigi Musso           | 6             |
| 9.  | Nino Farina           | 6             |
| 10. | Jimmy Bryan           | 6             |

A teljes lista)

## Statisztikák
Vezető helyen:
- Harry Schell: 10 kör (1–2., 10., 13., 15–17., 19., 21., 23.)
- Alberto Ascari: 7 kör (3–9.)
- Maurice Trintignant: 5 kör (11–12., 14., 18., 20.)
- Mike Hawthorn: 58 kör (24–80.)

Mike Hawthorn 2. győzelme, Alberto Ascari 14. pole-pozíciója, 12. lgyk.
- Ferrari 19. győzelem.

Prince Bira utolsó versenye.